# Jacques Friedel

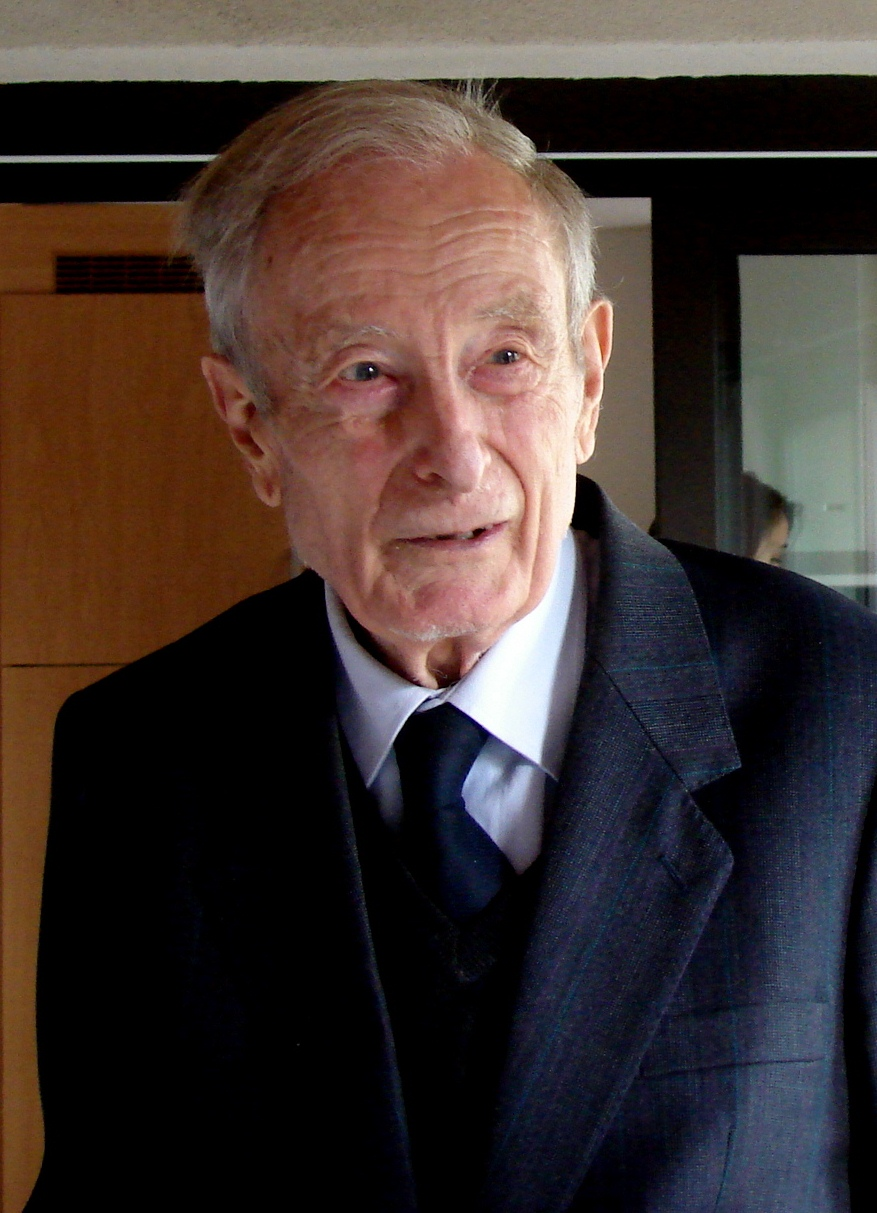
Jacques Friedel (2007)

Jacques Friedel (* 11. Februar 1921 in Paris; † 27. August 2014 in Paris) war ein französischer Physiker, der sich mit Festkörperphysik beschäftigte.

## Familie
Friedel stammte aus einer Wissenschaftler-Dynastie. Er ist der Sohn des Geologen und Direktors (1937–1965) der École des Mines Edmond Friedel (1895–1972), Enkel des Mineralogen Georges Friedel (bekannt für Untersuchungen über Flüssigkristalle) und Urenkel des Mineralogen und organischen Chemikers Charles Friedel (Professor an der Sorbonne). Sein Sohn Paul Friedel ist Forschungsdirektor bei France Telecom.
Er war mit Mary Horder verheiratet, der Schwester der Frau von Nevill Francis Mott.

## Leben und Karriere
Friedel besuchte das Lycée Louis-le-Grand und das Lycée Henri IV in Paris sowie Vorbereitungsklassen in Bordeaux und Lyon. Er leistete in Vichy-Frankreich den Arbeitsdienst und diente in der 2. Panzerarmee. Friedel studierte an den Elitehochschulen École polytechnique (1944 bis 1946) und École nationale supérieure des mines (1946 bis 1948) in Paris. Er war dort am Labor für Mineralogie tätig. Von 1949 bis 1952 absolvierte er ein Promotionsstudium an der Universität Bristol bei Nevill Mott (Ph. D. 1952), wo er mit moderner Festkörperphysik und der Theorie der Versetzungen von Charles Frank bekannt wurde. 1954 wurde er an der Universität Paris in Physik promoviert (Doctorat d’État) über die elektronische Struktur von Störstellen in Metallen. Ein Angebot, Nachfolger seines Cousins Charles Crussard (1916–2008) als Direktor des Labors für Mineralogie (und Metallurgie) zu werden, lehnte er ab, da er eine Universitätskarriere verfolgte.
1956 wurde er Dozent (Maître de conférences) an der Universität Paris und habilitierte sich am Institut Poincaré. 1959 wurde er Professor für Festkörperphysik an der Universität Paris in Orsay, was er bis 1989 blieb. Mit André Guinier und Raimond Castaing gründete er dort 1959 ein Labor für Festkörperphysik, dem sich zwei Jahre später Pierre-Gilles de Gennes anschloss.
Friedel begründete in Orsay eine Schule von Festkörperphysikern. Er befasste sich in über 200 wissenschaftlichen Aufsätzen insbesondere mit der elektronischen Struktur von Metallen und Legierungen, Versetzungen (worüber er eine Monographie schrieb) und Clustern an Oberflächen.
Friedel war von 1978 bis 1980 Leiter des Beratungskomitees der französischen Regierung für Forschungsfragen. Er war Präsident der Französischen Physikalischen Gesellschaft und der European Physical Society (1982–1984).

## Ehrungen Auszeichnungen
- 1964 Holweck-Preis
- 1967 wurde Friedel in die American Academy of Arts and Sciences gewählt.[2]
- 1970 Médaille d’or du CNRS
- 1977 wurde er Mitglied der Académie des sciences, deren Präsident er 1993–1994 war.
- 1981 Dannie-Heineman-Preis
- 1986 Fellow der American Physical Society
- 1988 Von Hippel Award
- 1988 Mitglied der Leopoldina und der Royal Society
- 1992 Mitglied der National Academy of Sciences
- 2010 Leonardo da Vinci Award der European Academy of Sciences (EURASC)
- 2013 Großkreuz der Ehrenlegion

## Schriften
- Les Dislocations, Gauthier-Villars, Paris 1956, 2. Auflage Disclocations, Pergamon Press 1964